# Eublemma sabia
Eublemma sabia är en fjärilsart som beskrevs av Felder 1874. Eublemma sabia ingår i släktet Eublemma och familjen nattflyn. Inga underarter finns listade i Catalogue of Life.